# Annie Nightingale
Annie Avril Nightingale (Osterley, 1º aprile 1940 – Londra, 11 gennaio 2024) è stata una conduttrice radiofonica, disc jockey e conduttrice televisiva britannica.

## Biografia
Divenne nel 1970 la prima voce femminile in assoluto su BBC Radio 1 e fu la prima presentatrice donna di The Old Grey Whistle Test, programma mandato in onda da BBC Television, dove rimase per 11 anni.
Contribuì soprattutto alla diffusione della musica underground e incoraggiò altre donne a diventare DJ e conduttrici. Fu inserita nel Guinness dei Primati per la più lunga carriera femminile radiofonica della storia.
Ebbe molti riconoscimenti, venendo tra l'altro nominata Membro dell'Ordine dell'Impero Britannico.
Morì a Londra l'11 gennaio 2024 all'età di 83 anni dopo una breve malattia.

## Vita privata
Si sposò e divorziò due volte. Ebbe due figli, nati entrambi dal primo matrimonio: un maschio, Alex, e una femmina, Lucy.